# Johann Stöcker
Johann Stöcker (* 23. Juli 1835 in Steinwiesen; † 23. Juni 1913 in Marktzeuln) war Gastwirt, Bierbrauer und Mitglied des Deutschen Reichstags.

## Leben
Stöcker besuchte die Volksschule und erlernte die Bierbrauerei. Danach war er Gastwirt, Besitzer der Brauerei Drei Kronen in Marktzeuln und Königlicher Poststallhalter.
Von 1893 bis 1898 war er Mitglied des Deutschen Reichstags für den Wahlkreis Oberfranken 4 (Kronach, Staffelstein, Lichtenfels, Stadtsteinach, Teuschnitz) und die Deutsche Zentrumspartei.